# Европейская партия любви
Европейская партия любви (нем. Europäische Partei LIEBE, сокращение: LIEBE или EPL) — проевропейская, экологическая малая партия в Германии. Она является членом европейского партийного объединения Parti Europeen L'AMOUR, базирующегося в Париже.
ЕПЛ впервые участвовала в европейских выборах 2019 года в Германии; её главным кандидатом был Сергей Самарджиди.
Она набрала 33 152 голоса (0,1%), чего оказалось недостаточно для места в Европарламенте.
Лидером партии является Дмитрий Сергеевич Кузьмин, бывший мэр российского города Ставрополя и член оппозиционной партии «Справедливая Россия». Партия, имеющая юридическую форму зарегистрированной ассоциации, базируется в Бюрене (Вестфалия).
С 2020 года партия представлена депутатом в городском совете Бергхайма.

## Программа
Цитата из партийной программы: «Любовь сильнее зла, и любовь должна править миром!»
В своих требованиях партия исходит из того, что «все люди имеют одинаковое право на справедливость, равенство достоинство и любовь». 
Среди них:
- углубление интеграции Европейского Союза
- защита ценностей Германии и ЕС
- гендерное равенство, в том числе посредством гендерных квот на выборных должностях
- больше бесплатных медицинских услуг
- отсутствие роста цен на муниципальные услуги
- сохранение природных ресурсов
- укрепление семей и защита прав детей
- использование опыта старших поколений через разработку долгосрочных планов развития этим поколением[2].

## Организация
Высшим органом партии является Общее собрание (собрание членов), которое принимает программу и устав и избирает Высший совет, состоящий из 17 членов, включая президента партии. Высший совет, помимо председателя партии, его заместителя, секретаря и казначея, также избирает из своего состава членов Исполнительного бюро (Исполнительного комитета). Особое положение занимает первый после основания председатель, который является членом Исполнительного бюро и после окончания срока своих полномочий с почетным званием «Председатель партии — основатель партии» и имеет право на вознаграждение в размере не менее 80 % от вознаграждения действующего на тот момент председателя партии.
ЕПЛ Германии является членом Европейской партии любви (PE L’Amour). Решения PE L’Amour являются обязательными для ЕПЛ Германии в соответствии с её уставом. Кроме того, до 40 % дохода ЕПЛ Германии идёт в пользу PE L’Amour. Возможно формирование региональных секций (региональных ассоциаций, местных ассоциаций и так далее). Они, в свою очередь, обязаны перечислять 35 % своего дохода в вышестоящую организацию.

## Австрия
В Австрии Европейская партия любви зарегистрирована в Федеральном министерстве внутренних дел с 2016 года.